# Джеф Бернард
Джеф Бернард (на немски: Jeff Bernard) е австрийски семиотик, професор в Института за социо-семиотични изследвания във Виена (на немски: Institut für Sozio-Semiotische Studien (ISSS)) и негов директор от основаването му.

## Биография
Роден е през 1943 година във Виена, Австрия. Следва архитектура и пространствено оформление в Техническия университет на Виена.
От 1995 е президент на Австрийското семиотично общество (на немски: Österreichische Gesellschaft für Semiotik (ÖGS)). Член на ръководния борд на Международната асоциация за семиотични изследвания (на английски: International Association for Semiotic Studies (IASS-AIS)) от 1989 г., неин генерален секретар (1994 – 2004) и административен вицепрезидент (2004 – 2009).
Бернард е главен редактор на сп. S-European Journal for Semiotic Studies и член на редколегията на сп. Semiotische Berichte.
Умира от инфаркт на 24 февруари 2010 г.